# Edition Isele
Die Edition Isele ist ein deutscher Independent-Verlag mit Sitz in Eggingen in Baden-Württemberg.

## Geschichte und Programm
In der Edition Isele erschienen in den ersten Jahren in erster Linie literarische Bücher von Autoren aus Freiburg und Konstanz. 1988 begann die Zusammenarbeit mit Martin Walser, in deren Verlauf mehr als 15 gemeinsame Publikationen verwirklicht wurden. Ab 1989 entstanden erste Buchreihen. 1992 wurde Chelsea Hotel, eine Kulturzeitschrift gegründet. 1993 kam die von Manfred Bosch u. a. herausgegebene Literaturzeitschrift Allmende hinzu. 1995 trat Eva Taubert in den Verlag ein. Das Jahr 1996 markierte den Beginn eines sich entwickelnden „Down Under“-Programmsegments mit Literatur aus Australien und Neuseeland. Als dritte Literaturzeitschrift bereicherte „V“ aus Vorarlberg 1999 das Verlagsprogramm. Im Jahr 2000 erschien in der Edition Isele Wolfgang Rohner-Radegasts avantgardistischer Großroman Kinderblitz, Jambudvipa, der zuvor von mehr als 20 deutschen Literaturverlagen abgelehnt worden war.
Neben Gedichtbänden, Erzählungen und Romanen von Autoren aus dem ganzen deutschen Sprachraum erscheinen im Verlag auch literarische Sammelbände, die amerikanische Avantgarde-Autoren, Literatur aus Rumänien, Frankreich und Polen sowie literarische Regionen wie Bodensee und Hegau thematisieren.
Das Sachbuchprogramm der Edition Isele widmet sich geisteswissenschaftlichen Themen aus Germanistik, Anglistik und Romanistik. Darüber hinaus werden Hör- sowie Reisebücher (Japan, Neuseeland, USA, Türkei, Marrakesch) verlegt. 2006 wurde die von Jürgen Glocker und Klaus Isele herausgegebene Gesamtausgabe des Malerpoeten Heinrich Ernst Kromer begonnen.
Seit 2014 werden die Verlagsaktivitäten mehrheitlich unter der Bezeichnung „Klaus Isele Editor“ fortgeführt. Derzeit erscheinen dort 15 Buchreihen sowie zwei Literaturzeitschriften.

## Autoren (Auswahl)
Susanne Bach, Peter Blickle, Daniel Bürgin, Markus Bundi, Jürgen Glocker, Ingeborg Kaiser, Hermann Kinder, Margit Koemeda, Gianni Kuhn, Ulrike Längle, Adolf Muschg, Adrian Naef, Werner Peters, Wolfgang Rohner-Radegast, Brigitta Römer, Peter Salomon, Elmar Schenkel, Arnold Stadler, Rainer Stöckli, Brigitte Tobler, Martin Walser, Elmar Zimmermann, Katrin Züger